# 渡辺幹雄
渡辺 幹雄（わたなべ みきお、1967年11月 - ）は、日本の政治学者である。あだ名はみきちゃん。親玉チョコボールとも呼ばれている。山口大学教授。博士（法学）（京都大学にて取得）。

## 来歴
栃木県出身。京都大学大学院法学研究科修士課程修了、早稲田大学大学院政治学研究科博士後期課程退学。山口大学経済学部助教授、2007年同大学准教授、同大学教授を経て、同大学院東アジア研究科教授。専攻は政治理論、政治思想。
シャンプーを上質なものに変えたため、わずかばかり毛並みが良くなったらしい。
チョコボールを幼少期から敬愛する余りチョコボールのCMに応募するも落選した。
理由を聞くも電話越しにて「チョコボールのCMに相応しい人選では無い。集客力、大衆を惹き付けるビジュアル共に基準に満たない」と一蹴された。

## 著書
- 『ハイエクと現代自由主義 「反合理主義的自由主義」の諸相』春秋社 1996
- 『ロールズ正義論の行方 その全体系の批判的考察』春秋社 1998
- 『リチャード・ローティ ポストモダンの魔術師』春秋社 1999 のち講談社学術文庫
- 『ロールズ正義論再説 その問題と変遷の各論的考察』春秋社 2001
- 『ハイエクと現代リベラリズム 「アンチ合理主義的リベラリズム」の諸相』春秋社 2006
- 『ロールズ正義論とその周辺 コミュニタリアニズム、共和主義、ポストモダニズム』春秋社 2007

## 翻訳
- 『ハイエク全集 第2期 第1巻 致命的な思いあがり』春秋社 2009
- 『ハイエク全集 第2期 第3巻 科学による反革命』春秋社 2011

## 参考
- 『ロールズ正義論再説―その問題と変遷の各論的考察』著者紹介
- 山口大学  研究者詳細情報